# 空中発射ロケット

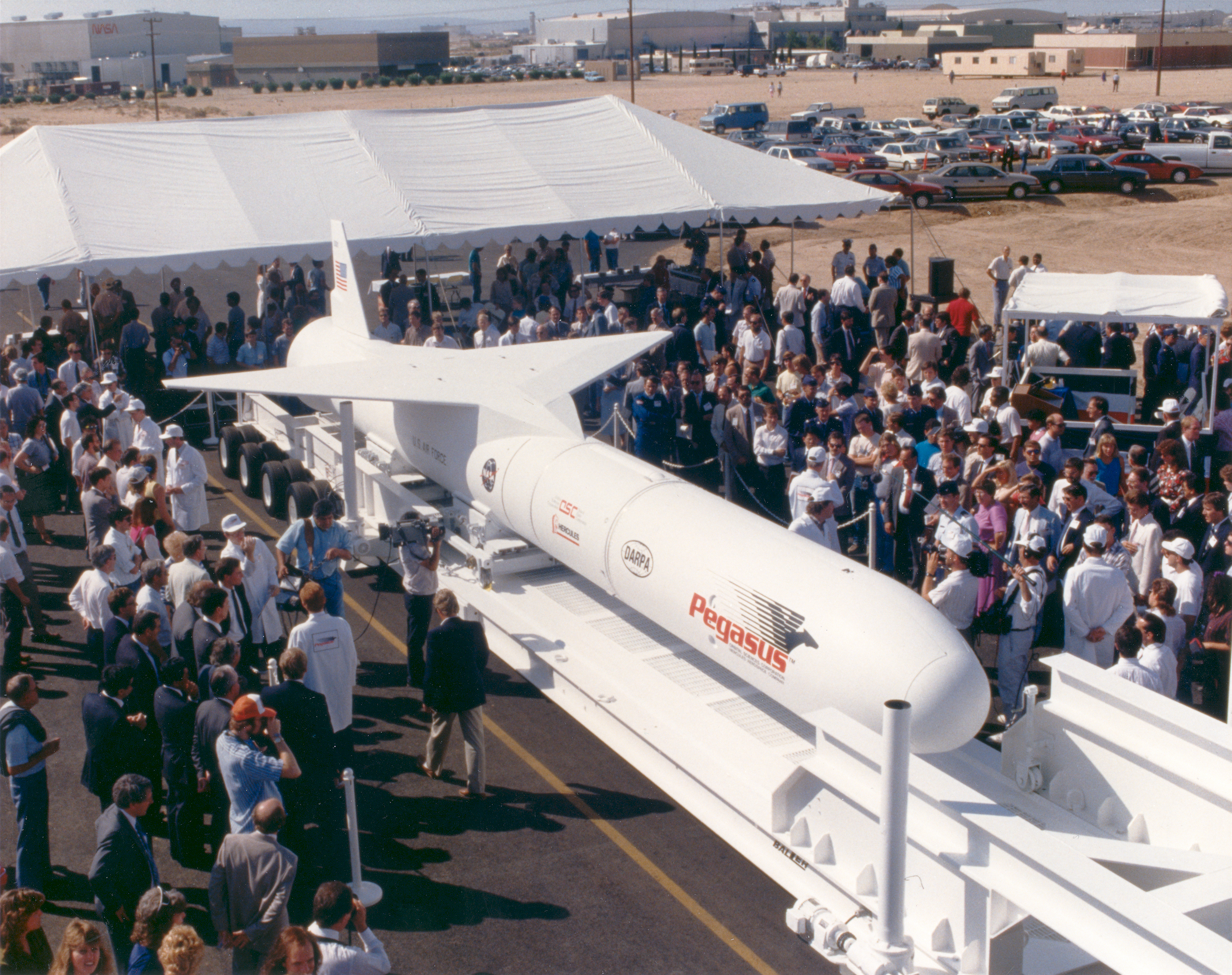
人工衛星打ち上げ用空中発射ロケットとして実績のあるペガサス。

空中発射ロケット（くうちゅうはっしゃロケット）とはロケット推進以外の手段によって高空まで輸送され発射されるロケットである。上空への輸送手段としては航空機や気球が用いられる。

## 概要
有人、無人を問わず飛行中の航空機からパラサイト・ファイター のように別の航空機を発射するという手段は飛行船から飛行機を発射したりする等、古くから行われてきた。航続距離と最大速度の両立は困難だった為、空中給油が普及するまでは一部で行われた。その後、一部の軍用機や研究機で行われた。その後、人工衛星を打ち上げる手段として着目されるようになる。

## 利点

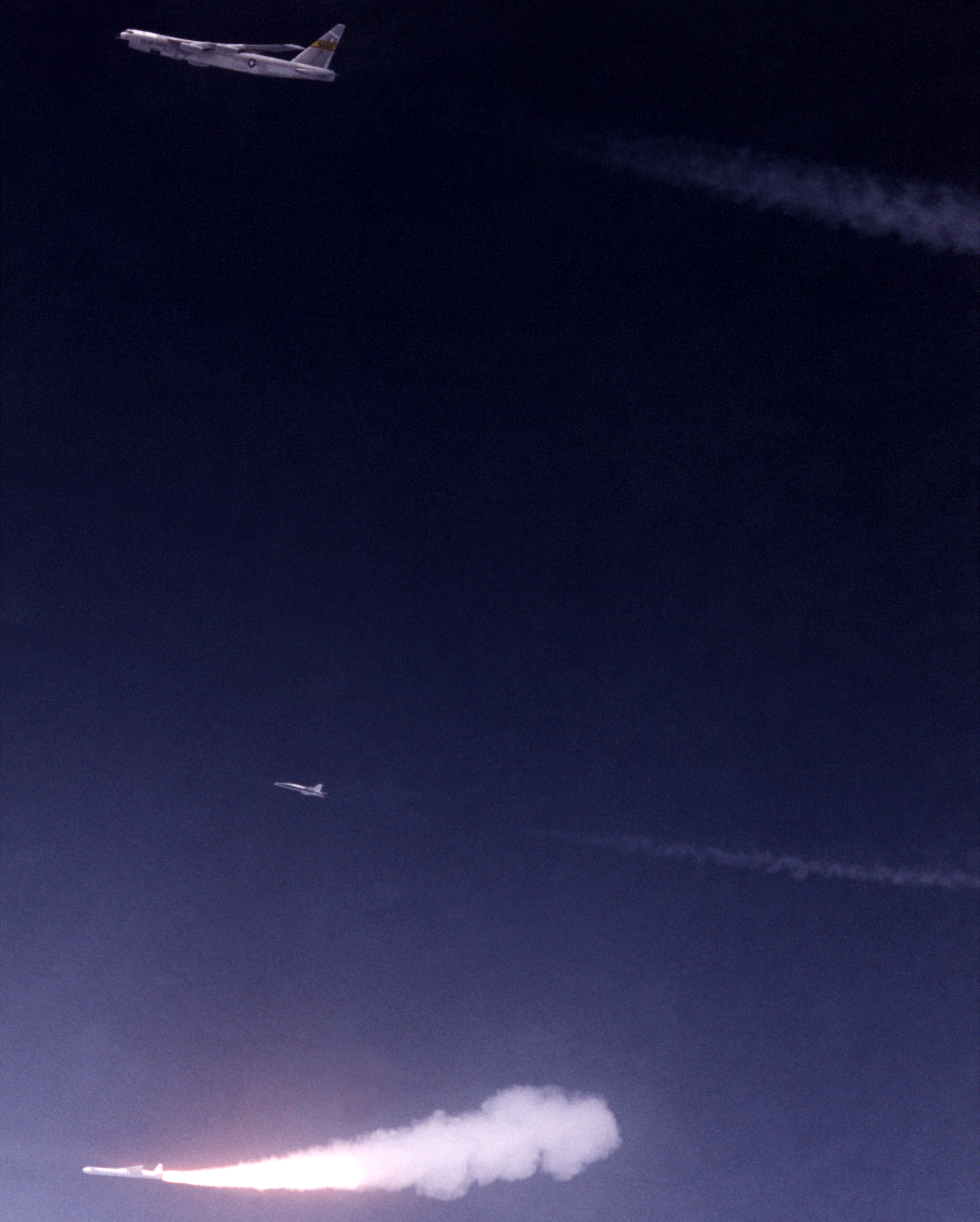
成層圏における空中発射ロケットの点火。上から母機のNB-52B、随伴機、ペガサス。

設備
必要な地上設備は母機発進用の滑走路やランチャのみであるため、大規模な射場を必要としない。これによって土地の確保費用や地上設備への投資、維持費が比較的少額である。
発射条件
地上や海上からの発射では、射場上空の氷結層の有無や雷雲の有無など、天候が発射計画を大きく左右する。これに対し成層圏では天候が安定しているため、母機が飛行可能な天候であれば地上の天候にとらわれずに発射することが可能となる。
また、射場の緯度によらず任意の空域で発射することが可能であるため、目標とする軌道に合わせ最適な条件で発射することが可能である。同様に公海上を発射空域に選択することが可能であり、燃焼後のロケットやフェアリング等の飛行に伴う落下物や、不具合発生による指令破壊後の落下物に伴う飛行経路直下およびその周辺領域の飛行安全確保が比較的容易である。日本のように漁業活動に伴って打ち上げ時期の制限が存在する場合においては、この制限を回避する手段としても有効である。
発射環境
高空では地上よりも低重力であり大気密度や大気圧も低いため、重力損失、空気抵抗損失、推力損失が低減される。これによって地上や海上から発射する場合と同等のペイロードを、より小型のロケットで目的の高度や軌道に到達させることが可能となる。地上や海上からの発射においては初段点火後のプルームの反射が機体の振動環境を悪化させる主たる原因となっているが、空中発射においてはプルームの反射が発生しないため、振動環境が比較的穏やかである。また、低い空気密度によって空力加熱も低減されるため熱環境も比較的穏やかである。

## 問題点
母機の搭載方法の問題や搭載能力に限界があるため、大きな推力を必要とする大型の人工衛星や、大きな増速を必要とする惑星探査機の打ち上げは困難である。また、年間飛翔機数が少ないと母機の維持費がコストを押し上げ、結果としてその分高いコストになる場合がある。

## 航空機発射型

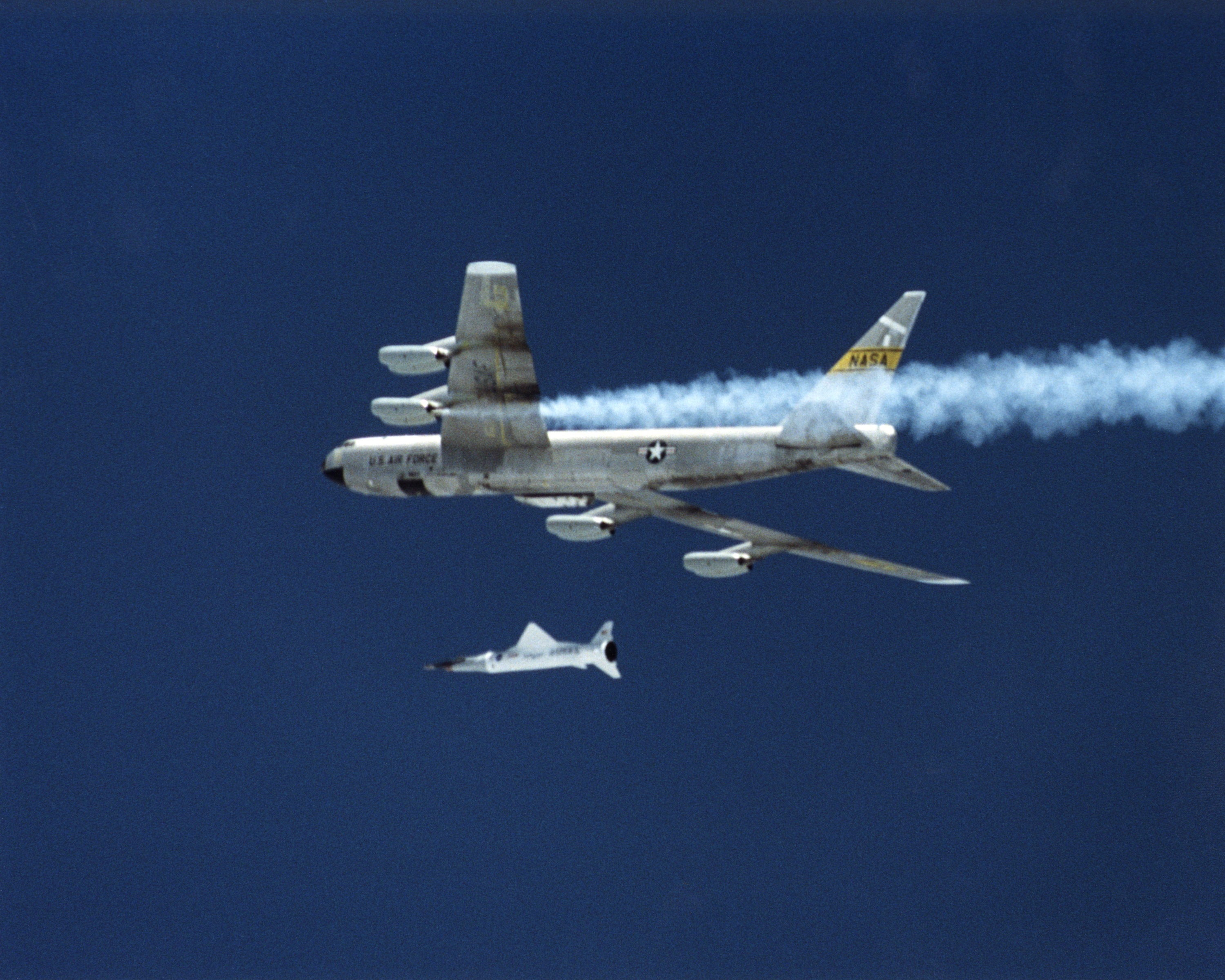
NASAのNB-52Bから切り離されるペガサス。先端にはスクラムジェットエンジン実験機X-43が取りつけられている。

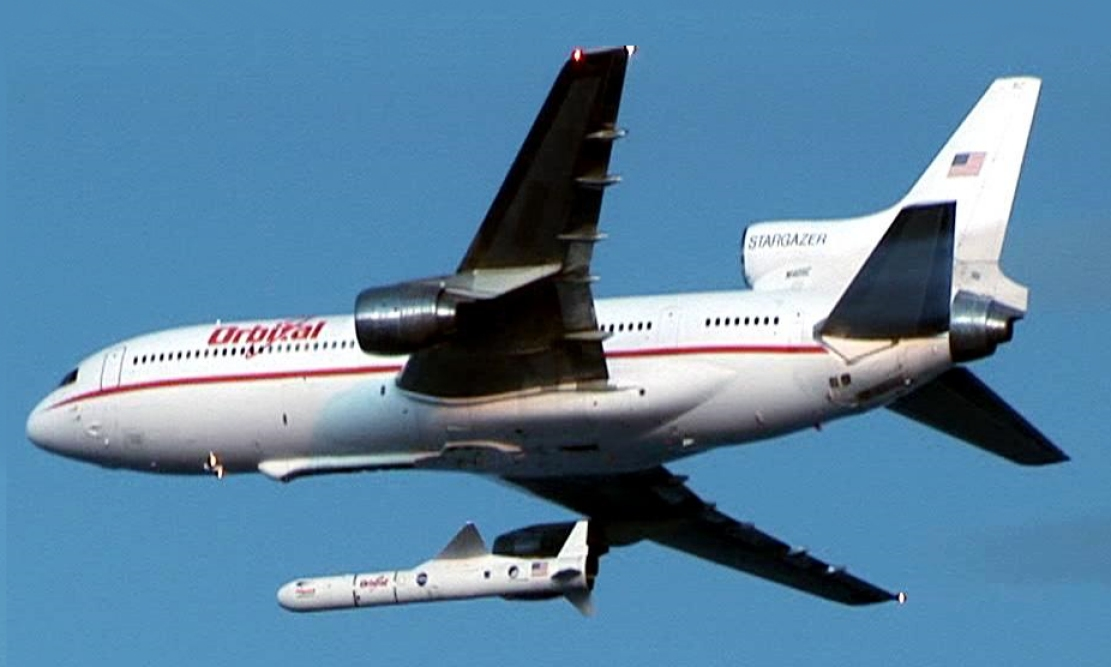
ペガサスXLを切り離すOSCスターゲイザー。

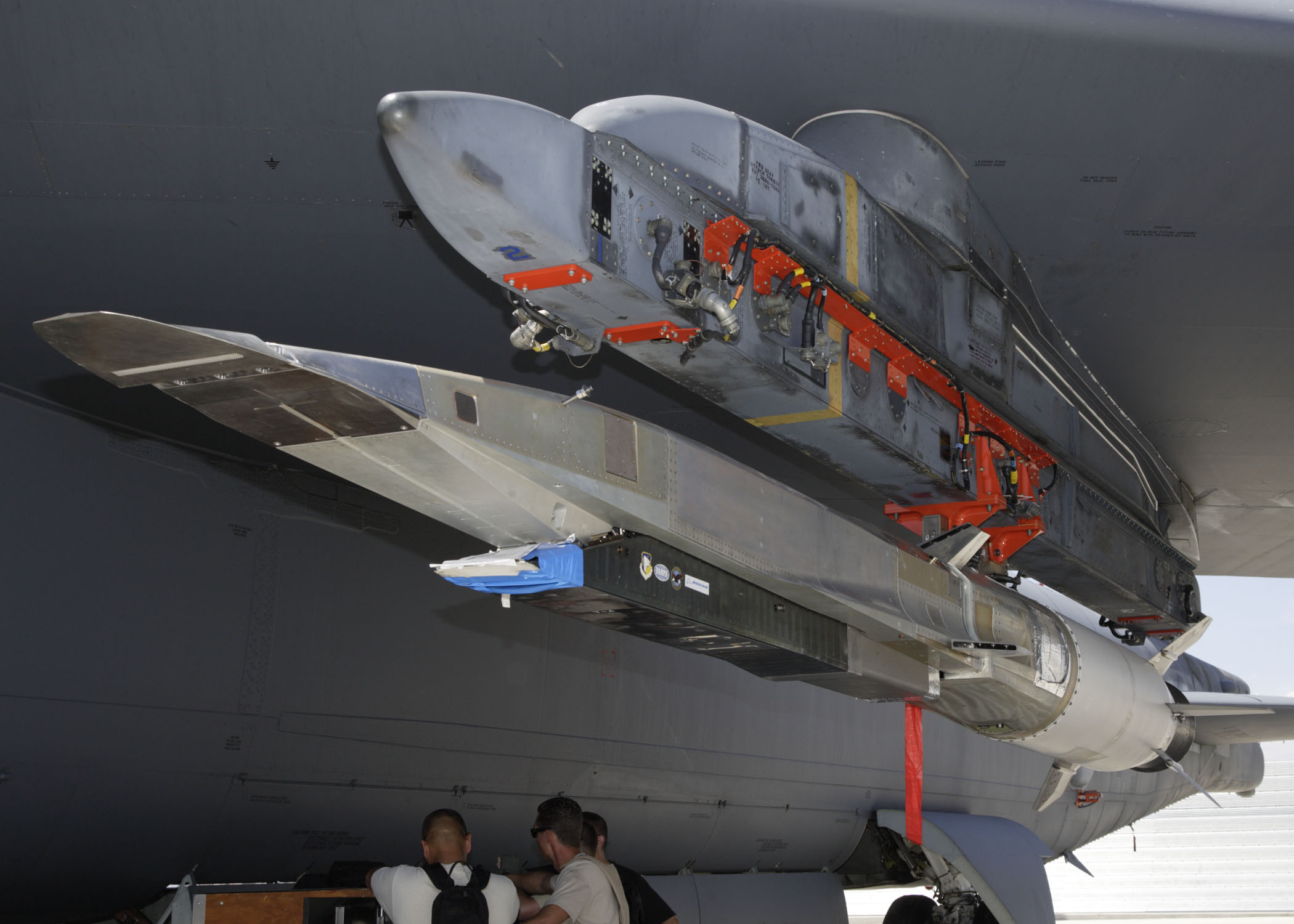
B-52に懸架されたX-51Aの試験機

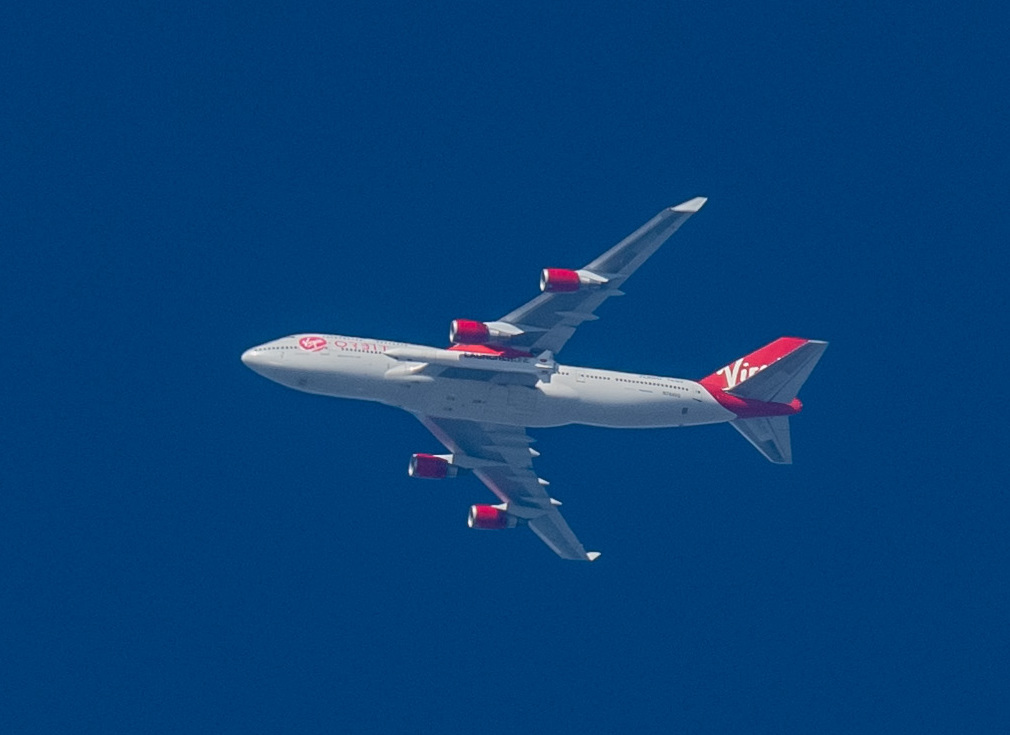
ボーイング747コズミックガールとランチャーワン

主にパラサイト・ファイターや空中発射弾道ミサイルの技術を継承して開発されたものである。母機の翼下に懸架する方式や胴体下に懸架する方式、胴体上に搭載する方式、胴体内に搭載する方式などがある。747-400は左翼にあるエンジン運搬用のパイロンがあり、母機として利用されている。
専用の母機を開発する場合もあるが、コストの面から亜音速航行が可能な旅客機や輸送機、超音速航行が可能な戦闘機等を改造した機体が用いられることが多い。低コストな人工衛星打ち上げ方式として各国で検討が行われており、将来的に二段式宇宙輸送機 (TSTO) を実現することを目標とした検討や要素技術の研究開発も行われている（RASCAL, ATREX等）。2021年現在人工衛星打ち上げ用途として実用化された例はノースロップ・グラマン社のペガサスとヴァージン・オービットのランチャーワンのみである。歴史的にはアメリカ海軍の開発したパイロット2が最初の試みであるが、打上げはすべて失敗している。
2012年からF-15E戦闘機を利用する一液推進系を使用したALASA計画が国防高等研究計画局によって進められていたが、2015年に中止された。
子機として検討が行われたり実際に運用された実績のある主なロケット・航空機
- Hs 293
- 桜花
- X-1
- X-15
- X-43
- X-51
- ペガサス
- ゼニット
- M-V
- SS-520
- シャヴィト
- スペースシップワン
- スペースシップツー
- ランチャーワン
- MAKS・スペースプレーン
- スーラ
- OREL
- Generation Orbit Launch Services
- Airborne Launch Assist Space Access
- Ventions
- Ishim[5][6][7][8]
- Svityaz（ウクライナ語版）
- XS-1

母機として検討が行われたり実際に運用された実績のある主な航空機
- 一式陸上攻撃機
- A340
- An-124
- An-225
- B-52 - NB-52A、NB-52B等
- B747
- C-130
- L-1011 - オービタル・サイエンシズスターゲイザー
- ガルフストリーム G550
- F-15E
- F/A-18
- EF-2000
- MiG-31
- Il-76
- ホワイトナイト
- ホワイトナイトツー
- ロック

## 気球発射型

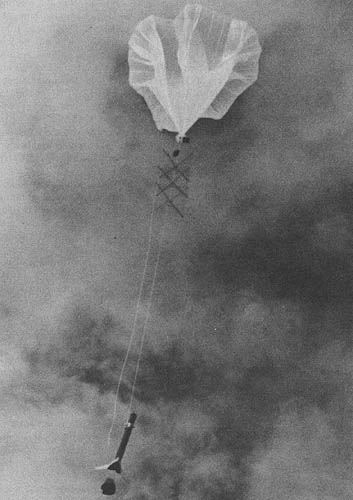
気球に吊下されたディーコン・ロックーン

ジェームズ・ヴァン・アレンらが1949年に提案した方式であり、ロックーンと呼称される。主に科学観測や技術試験用途の弾道飛行で用いられる。ルーマニアはハースと呼ばれる人工衛星打ち上げ用のロックーンを開発中である。日本でもかつて東京大学生産技術研究所AVSA班（現宇宙科学研究所）が観測ロケットで約20機の成果があり、さらにサティルーン計画では衛星打ち上げ用ロックーンの検討を行っていた。